# Audrina
Audrina é um programa de televisão da rede estadunidense VH1, um reality show que documenta a vida de Audrina Patridge, protagonista do reality show The Hills  (2006-2010). 
Sua música tema é "Uncharted", de Sara Bareilles.
A 1ª temporada de "Audrina" estreou no dia 17 de abril e terminou no dia 20 de junho de 2011 e tem 10 episódios no total.
No Brasil a série foi exibida no canal VH1 Brasil. A música de abertura no Brasil era "Time to Wake up" de Carly Patterson.

## Sinopse
'Audrina' segue de perto a estrela da série da MTV The Hills .
Na próxima etapa da sua vida e carreira, Audrina Patridge apresenta aos fãs sua enorme família.
Audrina tenta equilibrar da melhor forma os seus dois “mundos”: de um lado o universo de Hollywood e as muitas oportunidades nos negócios e do outro a família, na qual ela procura refúgio.
Ela vai esforçar-se por ser uma presença assídua na vida da sua desbocada mãe Lynn, do pai pacificador Mark e dos irmãos cheios de personalidade Casey, Marky e Samantha. 
A juntar a isto tudo há a pressão das fofocas e dos paparazzi, a relação tumultuosa com o namorado Corey Bohan e muito mais. 

## Elenco original
- Audrina Patridge
- Lynn Patridge
- Mark Patridge
- Casey Loza
- Marky Patridge
- Samantha Patridge